# 1983年中華民國立法委員選舉
1983年中華民國立法委員選舉於1983年12月3日舉行，為中華民國第一屆立法委員第四次增額立法委員選舉，主要在自由地區舉行，選出增額立法委員98位。
本次選舉被視為黨外勢力的一次挫敗，在臺北市原先黨外擁有兩席，卻在「批康運動」與臺北市黨部主委關中主導的金錢攻勢下，使黨外運動老將康寧祥意外落選。在台灣省第一選區，則有黃煌雄的落選；臺灣省第二選區出現黨外勢力的張德銘與許國泰相爭攻擊，最終雙雙落選。在臺灣省第四選區出現高俊明之妻高李麗珍角逐，卻疑似遭作票而落選。唯美麗島事件受難者林義雄之妻方素敏、張俊宏之妻許榮淑皆在本屆當選立委，其中在臺北市當選的唯一黨外立委江鵬堅更成為日後黨外運動的要角。

## 舉行
經該日投票選舉後，經統計全台灣選舉人數為10,908,171；投票人數6,891,160，投票率達63.17%。
此次選舉順利選出自由地區區域立委53位、山胞立委2位、職業團體立委16位，合計71位，加上由總統遴選的海外僑選立委27位，合計98位增額立委。

## 區域、山胞及職業團體立委當選名單
| 選區             | 選區               | 名額 | 中國國民黨                                                       | 無黨籍                   |
| ---------------- | ------------------ | ---- | ---------------------------------------------------------------- | ------------------------ |
| 台北市           | 台北市             | 8    | 洪文棟、林鈺祥、簡又新、蔡辰洲、李志鵬、紀政、高忠信             | 江鵬堅*                  |
| 高雄市           | 高雄市             | 5    | 王清連、吳春雄、吳德美、孫禮光                                   | 張俊雄*                  |
| 台灣省           | 第一選區（北基宜） | 9    | 張堅華、林永瑞、林坤鐘、謝美惠、周書府、吳梓                     | 蔡勝邦、鄭余鎮*、方素敏* |
| 台灣省           | 第二選區（桃竹苗） | 6    | 溫錦蘭、劉碧良、呂學儀、黃榮秋、黃主文、劉興善                   |                          |
| 台灣省           | 第三選區（中彰投） | 9    | 謝生富、林庚申、郭林勇、林炳森、許張愛簾、劉松藩、沈世雄、洪昭男 | 許榮淑*                  |
| 台灣省           | 第四選區（雲嘉南） | 8    | 吳賢二、林聯輝、廖福本、蕭天讚、李宗仁、洪玉欽                   | 林樂善、黃正安           |
| 台灣省           | 第五選區（高屏澎） | 5    | 陳進興、王金平、黃河清、鍾榮吉                                   | 余陳月瑛*                |
| 台灣省           | 第六選區（花、東） | 2    | 郭榮宗、饒穎奇                                                   |                          |
| 福建省（金、連） | 福建省（金、連）   | 1    | 吳金贊                                                           |                          |
| 平地山胞         | 平地山胞           | 1    | 楊傳廣                                                           |                          |
| 山地山胞         | 山地山胞           | 1    | 華愛                                                             |                          |
| 農民團體         | 農民團體           | 4    | 蕭瑞徵、蔡友土、蘇火燈、吳海源                                   |                          |
| 漁民團體         | 漁民團體           | 2    | 羅傳進、黃澤青                                                   |                          |
| 工人團體         | 工人團體           | 4    | 陳錫淇、吳勇雄、謝深山、李友吉                                   |                          |
| 工業團體         | 工業團體           | 2    | 許勝發、李英明                                                   |                          |
| 商業團體         | 商業團體           | 2    | 張平沼、周文勇                                                   |                          |
| 教育團體         | 教育團體           | 2    | 于衡、賴晚鐘                                                     |                          |

- 標註者為黨外聯誼會成員

## 僑選立委遴選名單
| 選區   | 包含地區     | 名額 | 中國國民黨                           | 中國青年黨     | 民社黨 | 無黨籍 |
| ------ | ------------ | ---- | ------------------------------------ | -------------- | ------ | ------ |
| 第一區 | 東北亞地區   | 2    | 李合珠、王瑞武                       |                |        |        |
| 第二區 | 港澳地區     | 5    | 梁永燊、徐亨、卜少夫、湯煥暉、張寬   |                |        |        |
| 第三區 | 亞洲其他地區 | 5    | 曾雄、雲昌任、黃文貴、蔡慶祝、張爾煊 |                |        |        |
| 第四區 | 北美洲地區   | 5    | 伍千鈞、朱榮業、曾燕山、林仲文       |                |        | 胡國棟 |
| 第五區 | 中南美洲地區 | 1    | 簡漢生                               |                |        |        |
| 第六區 | 歐洲地區     | 2    | 朱建人                               |                |        | 陳得時 |
| 第七區 | 非洲地區     | 1    | 謝達壽                               |                |        |        |
| 第八區 | 大洋洲地區   | 1    | 劉富權                               |                |        |        |
| 不分區 | 不分區       | 5    | 林基源                               | 謝學賢、葉詠泉 | 汪振華 | 郭瑞訓 |

## 選舉狀況

### 臺北市選區
1982年5月，黨外雜誌《深根》批評現任立委康寧祥對黨外立委杯葛事件「放水」，開始了「批康運動」，包括邱義仁、李敖加入戰局。:361-364起因於1982年5月立委黃正安等人提案，要求警備總司令列席立法院報告業務，共二十五人登記發言，然而在僅二人發言後，大量國民黨立委就硬以表決方式否決提案，事後黨外人士開會決定以杯葛法案，然而國民黨在派出黨團書記長周慕文「懇談」，使康寧祥「陣前倒戈」。引起李敖發表〈放火的，不要變成放水的〉一文批評康寧祥放水。1982年8月，李敖發表〈戰鬪是檢驗黨外的唯一標準〉一文，批判康寧祥背叛選民。隨後在1983年康寧祥針對行政院長孫運璿要求取消《臨時條款》中，孫答以「充實」臨時條款，獲康寧祥贊同，再被批評「放水」。1983年9月，黨外編輯作家聯誼會在各政論雜誌發起「批康運動」批判康寧祥。
本屆選舉臺北市應選八席，國民黨在臺北市黨部主委關中主導下，提名大批被視為財團「金牛」的候選人參選立委，並動員社會網路及黨團組織，在康寧祥傳統票倉萬華、龍山、雙園、建成大肆買票。讓蔡辰洲、高忠信、洪文棟如入無人之境，賄聲賄影。:371-372成功使國民黨在臺北市奪得7席立委，而黨外陣營的康寧祥意外落選。選舉結果，四位黨外候選人的得票比1980年立委選舉時康寧祥和黃天福兩人的得票總和還少了三萬票。:371-372

### 臺灣省第一選區
黨外出現林宅血案受難者林義雄的妻子方素敏以素人之姿角逐立委，而同為黨外及宜蘭縣出身的現任立委黃煌雄在不願退讓下仍執意參選。方素敏獲得曾在1980年增額立委選舉幫黃煌雄助選的省議員游錫堃出任競選立委總幹事。然而選舉結果除了方素敏高票當選外，原先被預期可能低票落選的黃煌雄卻以意外的高票成為落選頭。
當時黃煌雄在九點多時仍被視為當選，十一點多時卻不能當選。兩天後，黃煌雄及競選團隊在宜蘭市的謝票行程中，受到民眾悲壯喊著「當選不能做！」「當選不能做！」，結果在兩個小時中，聚集超過兩萬名以上悲憤不已的民眾。:101-102日後黃煌雄將這次的選舉與1951年縣長選舉的陳旺全、1975年增額立委選舉的郭雨新列為「宜蘭縣三大選舉不公」。:102

### 臺灣省第二選區
本屆選舉中，「黨外」勢力被視為分裂最嚴重的出現在臺灣省第二選區。以張德銘與許國泰的互相攻擊最嚴重。
黨外現任立委張德銘自1980年選舉當選後，在立法院表現被視為可圈可點，連續二年被立法院的國會記者評為表現最傑出立委，在十大立委中兩度名列第一。:107-108張德銘確定角逐連任，原先預估黨外陣營如只有張德銘角逐將可確保一席。然而隨著「批康運動」激烈，「批康運動」健將李敖發表〈我們徵召許國泰〉一文，支持前桃園縣長許信良之弟、有「桃園黨外教父」之稱的許國泰角逐，而許國泰也宣布參與立委角逐，同時發表參選聲明，引起震撼。:108
許國泰參與角逐後，發動所謂「桃園幫」的力量——包括三位黨外省議員林清松、黃玉嬌、簡錦益，以及從國民黨倒戈過來的前省議員張貴木支持。在臺北「批康」興高采烈的「黨外新生代」，如魏廷昱、洪金立等原與張德銘私交甚篤的年輕人也紛紛投入許國泰麾下，臺北市議員林正杰更公開支持許國泰，使許國泰氣勢如日中天。:109對此張德銘亦舉辦「桃竹苗黨外後援會」反制，邀請外賓謝三升、蘇貞昌助陣，結果謝三升、蘇貞昌都遭李敖點名批判:109-110。後來張德銘藉著競選總部在中壢成立機會，又舉辦演講會，請來黨外新秀游錫堃、陳水扁、謝長廷；陳水扁更講出美麗島事件後，張德銘如何善後、尋找律師，籌組軍法大審辯護團的經過。陳水扁更慷慨激昂地說：「沒有張德銘來找我為黃信介辯護，今天我沒有機會當上臺北市議員，為黨外民主運動繼續努力。」:110使張德銘聲望回升。此時許國泰被視為在桃園縣「人面」較廣，在新竹、苗栗一帶不如張德銘。然而隨著新竹推出魏早炳出馬角逐，原先放棄競選的耿榮水及原來幫許國泰競選的魏廷昱轉投魏早炳陣營，反而導致張德銘流失在新竹的選票，最終張德銘與許國泰雙雙落選。
選後分析認為魏早炳的出馬，原先是寄望他分散國民黨提名人溫錦蘭及黃榮秋的票源，然而魏早炳分散的票源，反而以張德銘支持者居多。:110-111而許國泰如要當選，仍須新竹及苗栗的黨外票才可當選，然而在新竹出了魏早炳、苗栗出了陳文輝下，且任職三年的張德銘在鄉村黨外之間支持度高過許國泰，使得許國泰在新竹僅得一千餘票、苗栗僅得三千餘票，成為落選的主因。:118

### 臺灣省第四選區
黨外陣營推出長老教會牧師高俊明之妻高李麗珍角逐。高俊明在1980年4月24日遭國民黨當局以「藏匿叛徒施明德」逮捕入獄，判刑七年。高李麗珍被視為代表高俊明的精神象徵，最終於10月16日宣布競選立委，表明願作「和平使者的女婢」。高李麗珍在政見發會上聲勢浩大，吸引超過五萬人。在臺南體育館的盛況，更被視為三十年來所罕見的空前轟動。:147然而在12月3日開票之夜，全臺灣只剩下第四選區的高李麗珍與黃正安在角逐最後一個名額，在臺南縣與嘉義縣的票數，仍遲遲未開出來，遭懷疑是否如往年「余陳月英——蔡明耀」模式。直到4日凌晨，才出現黃正安以74752票、以21票之差勝過高李麗珍。:148
選後一度發生驗票風波，臺南縣白河鎮秀祐里的速報單，高李麗珍名下是「0票」，然而監票人卻在外面聽到開票人員唱出高李麗珍的名字。結果在臺南縣選委會調查下，表示高李麗珍在秀祐里得4票，誤寫在十九號黃德淵的格子裡。:149更正後使高李麗珍總部大為振奮，更加認真查證工作。5日晚上，高李麗珍選務人員更發現第六十四投票所，黃正安的得票數於速報單上寫的是「壹拾玖票」，而統計表上卻是59票。:149

## 得票統計
各區域選區、平地山胞、山地山胞及職業團體的詳細投票結果，於上述列表列出。